# Route nationale 764
Die Route nationale 764, kurz N 764 oder RN 764, war eine französische Nationalstraße, die von 1933 bis 1973 zwischen einer Kreuzung mit der Nationalstraße 751 südlich von Blois und Loches verlief. Ihre Länge betrug 53,5 Kilometer.